# Daewoo Tico

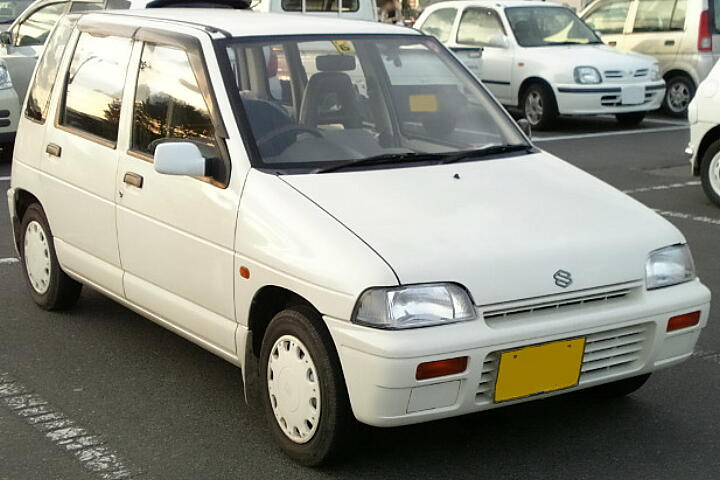
Un Suzuki Alto Mk. 3, de donde se deriva el Daewoo Tico.

El Daewoo Tico es un automóvil del segmento A producido por el fabricante surcoreano Daewoo de 1991 a 2001 basado en el Suzuki Alto modelo 1988 (tercera generación).

## Historia
Con sus modelos de bajo costo, la firma Daewoo se expandió en Europa Occidental a principios de 1995. Aunque algunos de sus modelos, a pesar de ser derivados (si no copias exactas) de modelos Suzuki, como el Tico, nunca se vendieron en las naciones europeas occidentales, aunque su sucesor, el Matiz, se inició allí en 1997 y pasó a ser un gran éxito de ventas. El Tico fue exportado a Europa, principalmente a los mercados de Europa Oriental. Daewoo ensambló el Tico en la antigua planta de la Oltcit en Rumanía, y en la planta de la FSO en Polonia. Fue muy popular en países como Rumanía, Bulgaria, Macedonia, Polonia, República Checa, Croacia y Eslovenia. Fue exportado también a Centroamérica y Sudamérica, donde también fue nombrado Daewoo Tico. En Chile también gozo de mucha popularidad, por su bajo consumo de combustible y características de gran versatilidad, adaptabilidad a todo terreno, clima y que era prácticamente irrompible. Su mayor uso se ve en el servicio de taxi, versión especialmente popular en Colombia, Perú y Bolivia, gracias a su bajo consumo de combustible.
Se conoce que en 1991 este automóvil fue sometido a un recorrido Trans-Siberiano que duró 50 días en un trayecto de 20 mil kilómetros que partió del observatorio astronómico de Greenwich en Inglaterra.
El trazado incluyó las principales capitales de Europa y por ende recorrió las duras estepas siberianas hasta su llegada a Pekín (China).
La prueba fue todo un éxito y después de probado, se inició su camino hacia el triunfo no solo en Corea sino en el resto del mundo.

## Características técnicas

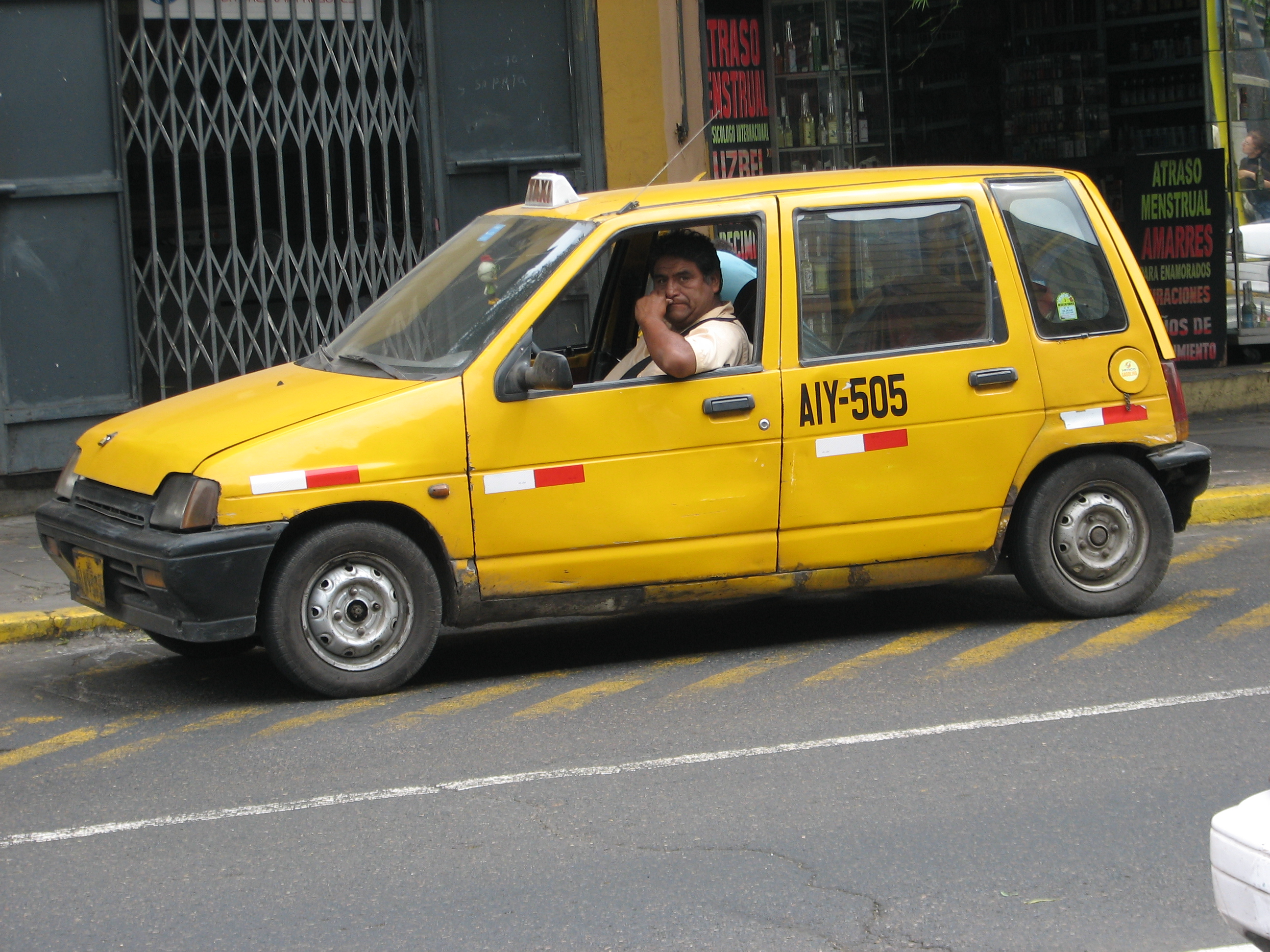
Un taxi Daewoo Tico en Lima, Perú.

El coche estaba equipado con un motor de tres cilindros de 796 cc S-TEC y tenía una transmisión manual de cinco velocidades o tres velocidades de transmisión automática. Durante sus años de producción, el Tico tuvo modificaciones importantes, sobre todo en el motor. Originalmente equipado con un carburador (47 CV), sistema que sería reemplazado con el consiguiente aumento de potencia al adaptar un sistema de inyección de combustible, cumpliendo así con las estrictas normas sobre emisiones y contaminación del estándar Euro 2. Con la instalación del sistema de inyección se dio un aumento en la potencia otorgada por el motor. Algunas versiones del Tico en el mercado interior de Corea del Sur, Colombia, Perú y Rusia fueron adaptadas para ser alimentadas con GLP o GNC.

## Final
En el 1998, el Tico fue reemplazado por un nuevo coche, el Daewoo Matiz de líneas más redondeadas,y con mejoras tecnológicas que el Tico no contaba como la dirección asistida, airbag etc, el Matiz fue el modelo que luego se convirtió en el Chevrolet Spark, cuando Daewoo fue absorbido por GM, luego que entrara en quiebra. El Tico fue vendido hasta el año 1998.
En enero de 2013, comenzó a comercializarse en Uruguay un modelo de automóvil que también lleva el nombre de Tico, aunque es fabricado en China por Changhe, bajo licencia de Suzuki y no guarda ninguna relación con el original  Daewoo. Corresponde al modelo Suzuki Wagon R, de 1993.